# Огнєн Ожегович
Огнєн Ожегович (серб. Ognjen Ožegović; нар. 9 червня 1994, Градишка) — сербський футболіст, нападник російського клубу «Нижній Новгород».
Виступав, зокрема, за клуби «Црвена Звезда», «Чукарички» та «Партизан», а також національну збірну Сербії.

## Клубна кар'єра
Народився 9 червня 1994 року в місті Градишка. Зробив свої перші футбольні кроки з місцевим клубом «Козара» (Градішка), а потім він переїхав в «Борац» (Баня-Лука). Згодом Ожегович пройшов молодіжну команду берлградської «Црвена Звезди».
У 2012 році став залучатися до матчів основної команди. Однак на поле так жодного разу і не вийшов. 9 липня на правах оренди перейшов в «Банат». У його складі зіграв 14 матчі й забив 2 голи у другому сербському дивізіоні. 31 грудня повернувся в рідний клуб.
30 березня 2013 року дебютував в основному складі «Црвени Звезди», проте до кінця сезону зіграв лише у 4 матчах, через що влітку 2013 року був відданий в оренду в «Вождовац», за який до кінця року зіграв у 8 матчах Суперліги та забив один гол.
На початку 2014 року Ожегович припинив свій контракт із «Црвеною Звездою» і згодом підписав шестимісячну угоду з «Рад», допомагаючи йому уникнути вильоту з найвищого дивізіону в сезоні 2013/14 років.
У сезоні 2014/15 Ожегович виступав за «Ягодину» (восени) та «Борац» (Чачак) (навесні). Він забив шість голів за другу команду, у тому числі красивий гол у матчі з колишнім клубом «Ягодиною», здобувши нагороду «Найкращий гол сезону».
У липні 2015 року Ожегович підписав трирічний контракт з «Воєводина». До кінця року він забив сім голів, у тому числі ударом бісиклетою в матчі з «Явором» (Іваниця) (2:0), за який за другий раз поспіль отримав звання автора найкрасивішого голу сезону. Він також забив двічі в першому матчі третього кваліфікаційного раунду Ліги Європи УЄФА проти «Сампдорії» (4:0).
У лютому 2016 року Ожегович переїхав за кордон в Китай і приєднався до клубу Суперліги «Чанчунь Ятай». Там сербський легіонер зіграв лише у дев'яти матчах, після чого 31 серпня 2016 року повернувся в Сербію, підписавши річний контракт з клубом «Чукарички». В сезоні 2016/17 він забив 16 м'ячів у 25 матчах, ставши третім бомбардиром чемпіонату і найкращим у своїй команді. На додаток до цього Ожегович був плідним і у Кубку Сербії, забивши в другому турі проти «Явора» (1:0) та у другому матчі півфіналу проти рідної «Црвени Звезди» (2:1).
31 серпня 2017 року Ожегович приєднався до «Партизану». Він підписав трирічний контракт і отримав 51 номер. Станом на 26 лютого 2016 відіграв за белградську команду 4 матчі в національному чемпіонаті.
В липні 2024 року Ожегович перейшов до російського клубу «Нижній Новгород», підписавши з клубом контракт на два роки.

## Виступи за збірні
2011 року дебютував у складі юнацької збірної Сербії на домашньому чемпіонаті Європи 2011 року серед юнаків до 17 років, де серби не змогли вийти з групи. Згодом представляв Сербію на юнацькому чемпіонаті Європи 2013 року до 19 років, а його команда виграла турнір. У ньому Ожегович зіграв два матчі групового етапу: проти Франції та Грузії. Також виходив на поле на 88-й хвилині у фіналі з французами. Всього взяв участь у 17 іграх на юнацькому рівні, відзначившись 5 забитими голами.
Протягом 2015—2017 років залучався до складу молодіжної збірної Сербії. Ожегович був включений у заявку команди до молодіжного чемпіонату Європи 2017 року, де серби також не вийшли з групи. Загалом на молодіжному рівні зіграв у 13 офіційних матчах, забив 6 голів.
29 вересня 2016 року дебютував в офіційних матчах у складі національної збірної Сербії в товариській зустрічі проти Катару (0:3).

## Титули і досягнення
Сербія (U-19)
- Переможець юнацького чемпіонату Європи (U-19): 2013

Црвена Звезда
 Переможець Кубка Сербії: 2011/12
Партизан
 Переможець Кубка Сербії: 2017/18